# Laca japonesa

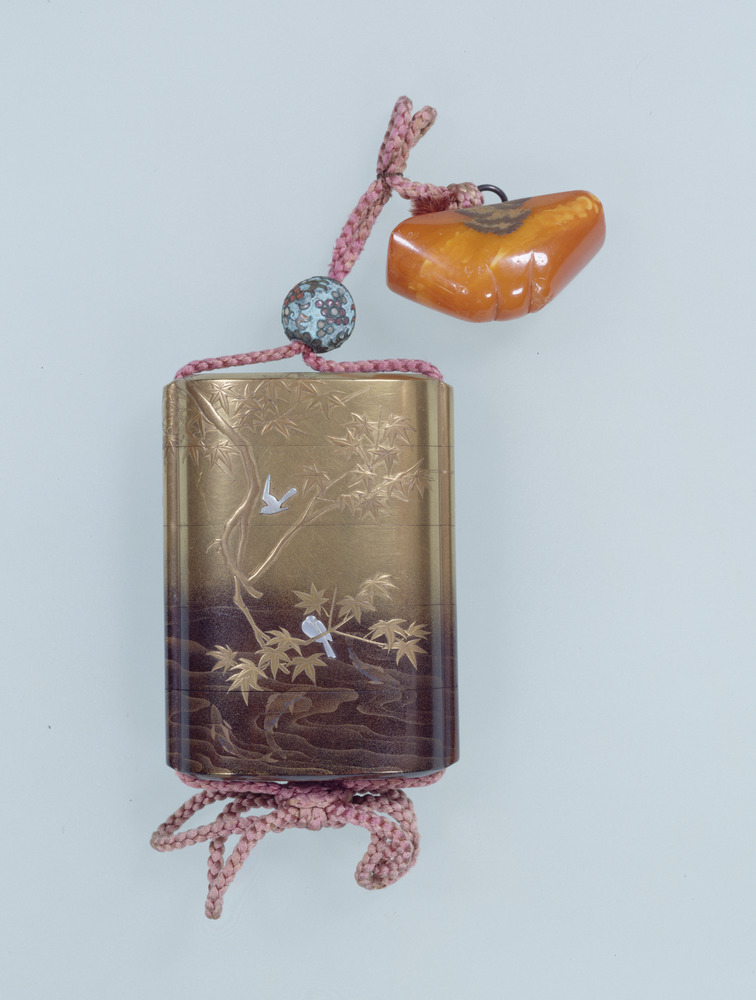
Um inro laqueado.

A laca japonesa (漆器, shikki) é uma técnica de envernizamento que pode ser aplicada a diversos materiais, especialmente madeira, usando o extrato da seiva de uma árvore natural da Ásia chamada Urushi, também conhecido como charão.
Os artigos de laca japonesa são muito diversos e usam uma técnica de decoração chamada maki-e (蒔絵)  na qual metal em pó é borrifado para grudar a laca. O surgimento de várias técnicas maki-e na história japonesa colaborou para a expansão da expressão artística em laca japonesa e na variedade de ferramentas e obras de arte.
Vários termos são usados em japonês para se referir a utensílios laqueados. Shikki (漆器) significa "utensílios de laca" no sentido mais literal, enquanto nurimono (塗 物) significa "coisas revestidas" e urushi-nuri (漆 塗) significa "revestimento de laca".
A Laca japonesa também era muito usada para se reforçar e embelezar armaduras  Samurais, antes da chegada dos Portugueses e outros europeus.

## Produção
As árvores de laca, (Toxicodendron vernicifluum) são nativas da China e do subcontinente indiano, porém elas também existem na Coréia e no Japão. Para se obter a laca, primeiro retira-se a seiva bruta contendo um óleo venenoso chamado urushiol por meio de cortes horizontais no tronco, depois de filtrada, se torna uma substância viscoza semelhante ao plástico transparente que é então misturado com pigmentos que vão lhe atribuir cor e depois é aplicada (normalmente em três camadas) em objetos para formar uma camada de superfície dura, lisa e impermeável.

## História

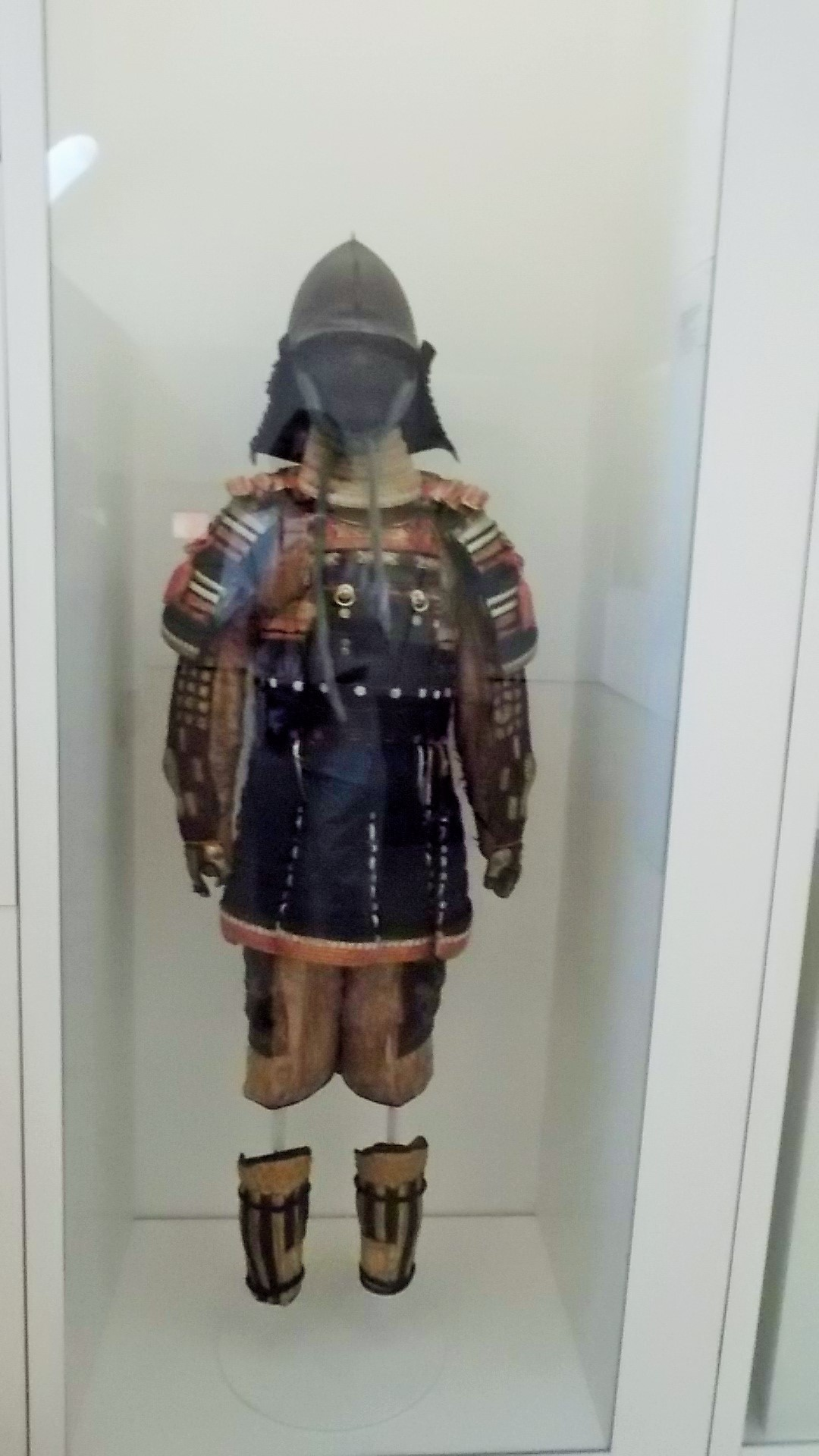
Armadura Japonesa com cobertura de Laca em sua estrutura.

### Período Jomon
Não consenso entre os especialistas sobre a laca encontrada no período Jomon ser derivada de técnicas chinesas ou inventada de forma independente no Japão antigo. Porém, a descoberta de utensílios de laca mais antigos remontam ao período Jomon japonês oferecem fortes evidências de que a tecnologia de laca pode ter se desenvolvido de forma independente no território japonês. Evidências para as primeiras peças de laca foram descobertas no sítio arqueológico denominado Kakinoshima "B", na ilha de Hokkaido. Os ornamentos em tecido com fio vermelho laqueado foram descobertos em uma cova que data da primeira metade do período Jōmon. Além disso, no sítio Kakinoshima "A"  foi encontrada louça de barro com bico pintado com laca escarlate, fabricada há 3.200 anos, quase totalmente intacta. Assim, as evidências arqueológicas encontradas no início do século XXI nesses locais permite inferir que a "tecnologia da laca foi inventada no decorrer do aumento da interação homem-planta no aquecimento climático do início do Holoceno".

Acredita-se que as primeiras cores produzidas pelo ser humano foram a branca, a preta e a vermelha. No caso específico dos objetos encontrados laqueados em vermelho, foram usados óxido de ferro e cinábrio (sulfeto de mercúrio) como pigmentos para produzir a laca vermelha. A laca era usada tanto em cerâmica quanto em diferentes tipos de peças de madeira. Em alguns casos, as roupas funerárias também eram laqueadas. Muitos objetos laqueados foram encontrados datando do início do período Jōmon inicial, o que indica que esta técnica estava consolidada nessa cultura.

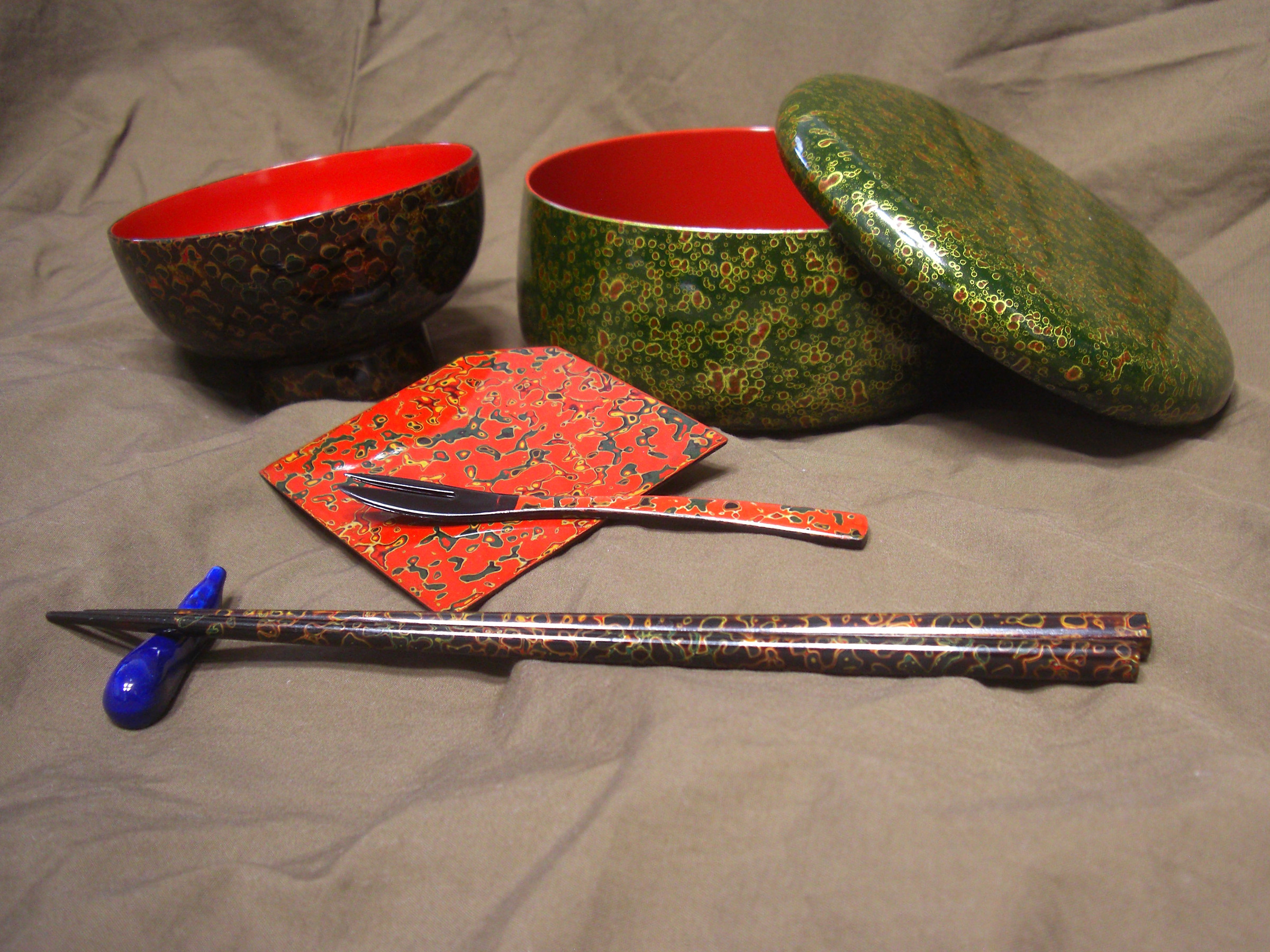
Utensílios envernizados com laca.

### Período Heian
Durante o período Heian foi desenvolvida a técnica maki-e, característica da laca japonesa, e seus derivados togidashi maki-e e hira maki-e. Embora o método de desenhar com um pincel dissolvendo ouro em pó na laca seja uma técnica comum em outros países, foi acrescentado no Japão a etapa posterior de polvilhar ouro, prata ou cobre em pó de vários tamanhos e formas para poli-los. Isso deu um tom mais brilhante ao ouro e a prata dos utensílios de laca.

### Período Kamakura
No período Kamakura, o método de esculpir a laca da Dinastia Song da China, chamada tsuishu, foi importada para o Japão. No entanto, muitos artesãos japoneses preferiram não entalhar a própria laca como era costume dos chineses, criando o kamakura-bori, um método de esculpir madeira e revestir de laca. Normalmente são usadas as cores vermelha, preta ou verde nas peças laqueadas. Durante este período, o hira maki-e foi concluído e taka maki-e foi  desenvolvido.

### Período Muromachi
No período Muromachi, shishiai-togidashi maki-e, o mais complicado das técnicas maki-e, foi desenvolvido, bem como novos técnicas taka maki-e que utilizam pedras de amolar e pós de argila. Os artefatos em laca japonesa foram abundantemente exportadas para o leste da Ásia, sudeste da Ásia e até para a Índia e eram muito conhecidas nas cortes indianas e europeias. A laca  japonesa era conhecida nas cortes indianas e figurava entre os presentes oferecidos pelos europeus aos governantes locais. O embaixador britânico Thomas Roe, por exemplo, via a laca japonesa como um presente adequado para imperadores orientais e observou, em 1616, que raridades da China e do Japão eram altamente desejáveis na Índia.

Uma laca japonesa produzida e exportada a pedido da Companhia de Jesus. Museu Nacional de Kyushu

Na China, os governantes Ming e Qing geralmente descreviam os objetos laqueados japoneses como "laca estrangeira" (yangqi). Está bem documentado que o imperador Yongzheng tinha um acentuado interesse pela laca japonesa, e isso se refletiu em muitas das obras produzidas nas oficinas imperiais durante seu reinado.

### Período Azuchi-Momoyama
No período Azuchi-Momoyama os artigos em laca japonesa estavam disponíveis no México colonial, introduzidos via galeões de Manila, e na Europa pelo comércio Nanban. Os artigos de laca japoneses despertaram a atenção de aristocratas e missionários europeus, levando a produção de baús e móveis sacros em estilo ocidental para exportação. Neste período, o hira maki-e tornou-se muito popular por causa da produção em grande escala.

### Período Edo
No período Edo, ocorreu um aumento no cultivo de árvores de laca e o aprimoramento das técnicas usadas. No século XVIII, as lacas coloridas passaram a ser mais utilizadas. Com o desenvolvimento da economia e da cultura, a qualidade artística dos móveis laqueados também melhorou. Hon'ami Kōetsu e Ogata Kōrin trouxeram os designs da escola de pintura Rinpa para os artigos de laca. Em meados do período Edo, o Inro, uma espécie de estojo tradicional japonês desenhado com laca, se tornou popular como acessório masculino, e ricos comerciantes da classe chōnin e da classe samurai colecionavam as peças desse tipo pois possuíam alto valor estético. Maria Antonieta e Maria Teresa são conhecidas colecionadoras da laca japonesa e suas coleções são frequentemente exibidas no Louvre e no Palácio de Versalhes.

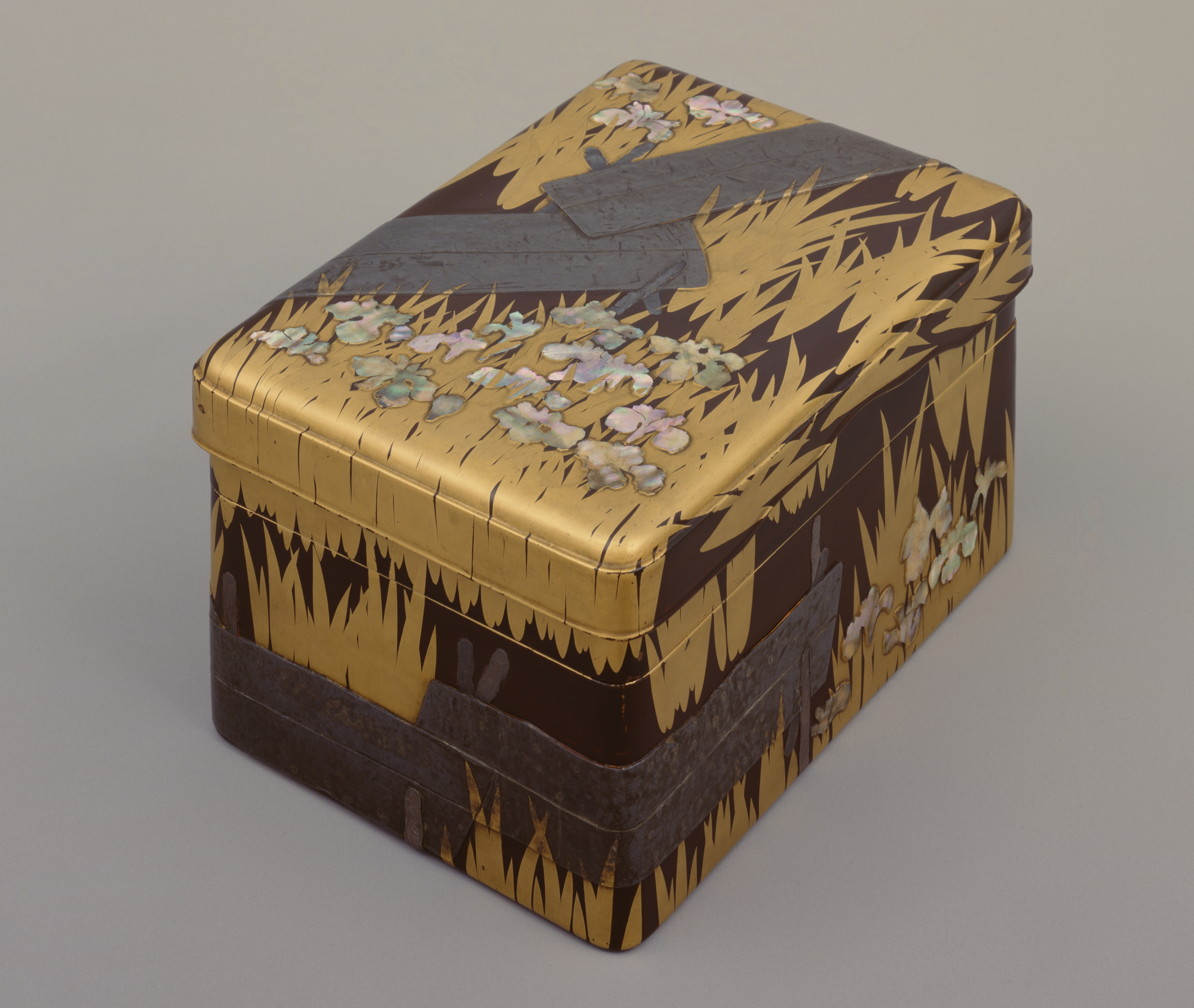
Caixa feita com a técnica Maki-e, com algumas encrustações de nacre, feito por Ogata Kōrin.

### Era Meiji
As dificuldades econômicas do início do século XIX diminuíram a demanda por lacas decoradas com ouro ou prata. A era Meiji experimento um interesse renovado na laca japonesa à medida que os artistas desenvolviam novos designs e experimentavam novas texturas e acabamentos. O mais importante entre eles foi Shibata Zeshin, que por isso foi chamado de "o maior laqueador do Japão". O encanto de seu estilo altamente original estava em suas escolhas de motivos e temas. Ele também emoldurou painéis de laca, imitando as pinturas a óleo ocidentais. Outros notáveis artistas do século XIX incluem Nakayama Komin e Shirayama Shosai, porém, em contraste com Zeshin, ambos mantiveram um estilo clássico ligado à arte paisagística japonesa e chinesa. Maki-e era a técnica mais comum para artigos de laca de qualidade neste período.
O estilo tradicional shibayama, onde os utensílios combinavam laca, marfim e outros materiais inovadores em decorações elaboradas, foi assim batizado em homenagem a Shibayama Senzo. Este estilo pode ser produzido de forma mais rápida e barata do que as lacas tradicionais. Artigos de laca ricamente decorados em designs originais eram populares no mercado interno japonês, e ainda mais entre os compradores ocidentais durante a era Meiji, marcada pelo fascínio europeu e norte-americano pela arte japonesa. O governo japonês teve um interesse ativo no mercado de exportação de arte, promovendo lacas e outras artes decorativas do Japão em uma sucessão de feiras mundiais. A laca das oficinas japonesas foi reconhecida como tecnicamente superior ao que poderia ser produzido em qualquer outro lugar do mundo.

### Séculos XX e XXI
Após a era Meiji, a indústria incorporou a técnica de laca para produção em grande escala e continua a estimular, principalmente no mercado internacional a sua popularização e seu reconhecimento artístico. Uma nova geração de artistas mudou ainda mais a linguagem decorativa, retratando as plantas de forma estilizada, sem configurações naturalísticas.
As técnicas de laqueamento do final do período Edo ao período Meiji, especialmente a inro, foram quase perdidas na ocidentalização do estilo de vida japonês. No entanto, em 1985, Tatsuo Kitamura (北村辰夫) montou seu próprio estúdio chamado "Unryuan" (雲龍庵) e conseguiu recriá-las. Suas obras em laca estão reunidas no acervo do Victoria and Albert Museum e do 21st Century Museum of Contemporary Art, Kanazawa, e também integram coleções pessoais ao redor do mundo.

## Técnicas

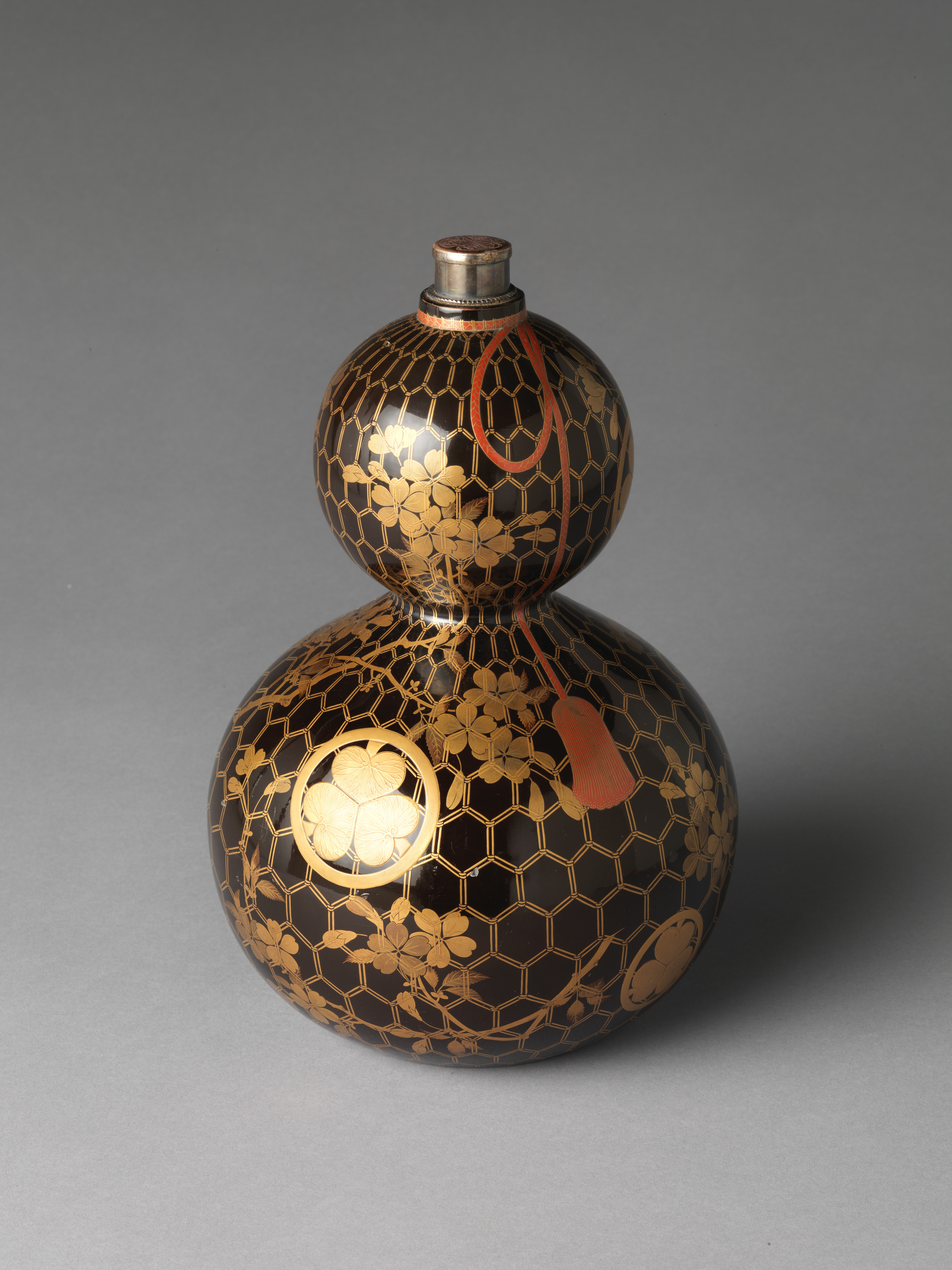
Garrafa de saquê Maki-e com o mon (emblema) do clã Tokugawa, período Edo, século 18

Maki-e: Técnica comum na qual é borrifado pó de ouro ou de prata para criar desenhos e posteriormente a laca é polida.
Mitsuda-e: Tipo antigo de pintura a óleo que envolve o uso de óleo de perila com litharge, ou a forma mineral de óxido 
Uma técnica do século XVII que envolvende a aplicação de camadas de laca em papel moldado.
Iro-urushi: Técnica para adicionar pigmentos ao verniz transparente. Os pigmentos naturais eram limitados a vermelho, amarelo, verde, marrom e preto até que as inovações ocidentais do século XIX levaram à introdução de cores artificiais.
Raden: Técnica de lacagem que envolve o uso de incrustações de conchas e marfim como adorno de peças de madeira.
Shunkei-nuri: Um processo que se tornou popular no século XVII para criar artigos de laca Shunkei. Envolve o uso de laca transparente em madeira tingida de amarelo ou vermelho. Utensílios de chá eram produzidos dessa maneira.
Urushi-hanga: Técnica que envolve fazer uma chapa de impressão a partir de laca seca, que foi entalhada e usada como uma impressão em bloco com cores pigmentadas.

## Coleções
O Museu de Arte Tokugawa na cidade de Nagoya, Japão, tem uma coleção de objetos em laca japonesa que inclui o enxoval de noiva maki-e do período Edo, que foi considerado um Tesouro Nacional.
Objetos em laca japonesa são procurados por colecionadores e museus de todo o mundo. Coleções modernas de laca japonesa fora do Japão incluem a Coleção Nasser D. Khalili de Arte Japonesa, que possui obras de Shitaba Zeshin e outros artistas notáveis. Nasser Khalili realizou exposições focadas no trabalho de Shibata Zeshin em quatro países. A Coleção Charles A. Greenfield nos Estados Unidos cobre o período de 1600 a 1900. A coleção de laca jaonesa de Maria Antonieta está espalhada no Louvre, no Museu Guimet e no Palácio de Versalhes. O V&A Museum em Londres tem uma coleção principalmente de laca de exportação  totalizando cerca de 2.500 peças.